# العلاقات الصينية الكمبودية
العلاقات الصينية الكمبودية هي العلاقات الثنائية التي تجمع بين الصين وكمبوديا.

## مقارنة بين البلدين
هذه مقارنة عامة ومرجعية للدولتين:
| وجه المقارنة                                              | الصين                    | كمبوديا                   |
| --------------------------------------------------------- | ------------------------ | ------------------------- |
| المساحة (كم2)                                             | 9.60 مليون               | 181.03 ألف                |
| عدد السكان (نسمة)                                         | 1.33 مليار               | 16.01 مليون               |
| الكثافة السكانية (ن./كم²)                                 | 138.54                   | 88.44                     |
| العاصمة                                                   | بكين                     | بنوم بنه                  |
| اللغة الرسمية                                             | اللغة الصينية القياسية   | اللغة الخميرية            |
| العملة                                                    | رنمينبي                  | ريال كمبودي، دولار أمريكي |
| الناتج المحلي الإجمالي (بليون دولار)                      | 12.24 تريليون            | 22.16 مليار               |
| الناتج المحلي الإجمالي (تعادل القوة الشرائية) بليون دولار | 19.82 تريليون            | 54.37 مليار               |
| الناتج المحلي الإجمالي الاسمي للفرد دولار أمريكي          | 8.03 ألف                 | 1.16 ألف                  |
| الناتج المحلي الإجمالي للفرد دولار أمريكي                 | 13.21 ألف                | 3.26 ألف                  |
| مؤشر التنمية البشرية                                      | 0.728                    | 0.555                     |
| رمز المكالمات الدولي                                      | +86                      | +855                      |
| رمز الإنترنت                                              | .cn، .中国 ‏، .中國 ‏      | .kh                       |
| المنطقة الزمنية                                           | توقيت الصين، ت ع م+08:00 | ت ع م+07:00               |

## مدن متوأمة
في ما يلي قائمة باتفاقيات التوأمة بين مدن صينية وكمبودية:
- ترتبط تشونغتشينغ مع بنوم بنه باتفاقية توأمة منذ 1982.
- ترتبط شانغهاي مع بنوم بنه باتفاقية توأمة منذ 1995.[14][14][14][14]

## منظمات دولية مشتركة
يشترك البلدان في عضوية مجموعة من المنظمات الدولية، منها:
| علم المنظمة | اسم المنظمة                                                | تاريخ انضمام الصين | تاريخ انضمام كمبوديا |
| ----------- | ---------------------------------------------------------- | ------------------ | -------------------- |
|             | وكالة ضمان الاستثمار متعدد الأطراف                         | 30 أبريل 1988      | 1 ديسمبر 1999        |
|             | منظمة الشرطة الجنائية الدولية                              | ?                  | ?                    |
|             | منظمة حظر الأسلحة الكيميائية                               | ?                  | ?                    |
|             | منظمة التجارة العالمية                                     | 11 ديسمبر 2001     | ?                    |
|             | الفريق المعني برصد الأرض                                   | ?                  | ?                    |
|             | الأمم المتحدة                                              | 25 أكتوبر 1971     | 14 ديسمبر 1955       |
|             | مؤسسة التمويل الدولية                                      | 15 يناير 1969      | 26 مارس 1997         |
|             | يونسكو                                                     | 4 نوفمبر 1946      | 3 يوليو 1951         |
|             | مؤسسة التنمية الدولية                                      | 24 سبتمبر 1960     | 22 يوليو 1970        |
|             | بنك التنمية الآسيوي                                        | 1986               | 1966                 |
|             | الاتحاد الدولي للاتصالات                                   | 1 سبتمبر 1920      | 10 أبريل 1952        |
|             | العملية المشتركة للاتحاد الأفريقي والأمم المتحدة في دارفور | ?                  | ?                    |
|             | منتدى آسيان الإقليمي ‏                                      | ?                  | ?                    |
|             | البنك الدولي للإنشاء والتعمير                              | 27 ديسمبر 1945     | 22 يوليو 1970        |
|             | المركز الدولي لتسوية المنازعات الاستشارية                  | 6 فبراير 1993      | 19 يناير 2005        |
|             | الاتحاد البريدي العالمي                                    | ?                  | ?                    |

## وصلات خارجية
- موقع وزارة الخارجية الصينية
- موقع وزارة الخارجية الكمبودية